# Sari Schorr

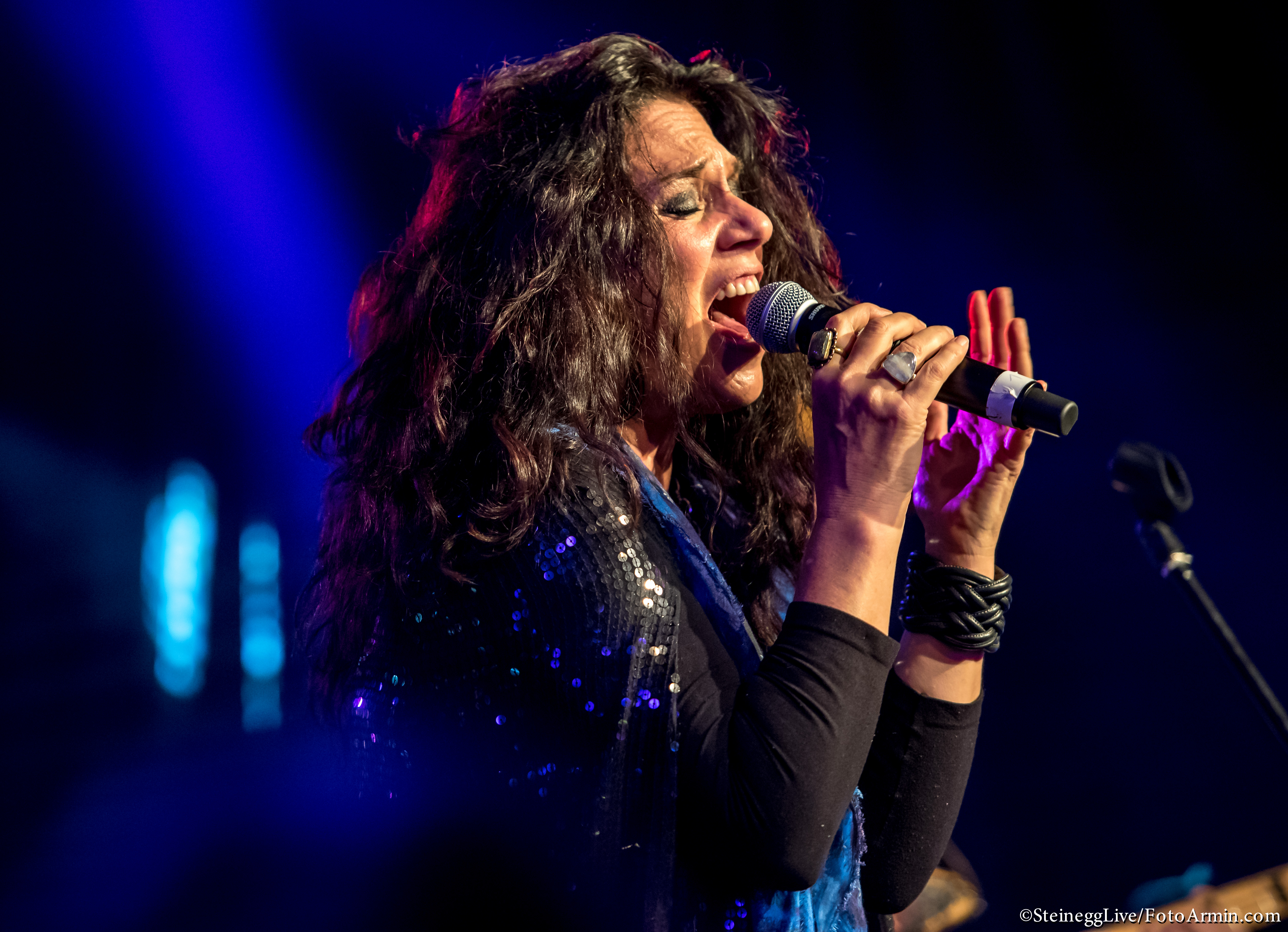
Sari Schorr beim Steinegg Live Festival 2017

Sari Beth Schorr ist eine US-amerikanische Bluesrock-Sängerin und Songwriterin aus New York City.

## Werdegang
Die Tochter eines Piloten und eines Models wuchs in einem musikalischen Umfeld auf. Zu ihren Vorbildern zählt sie insbesondere Billie Holiday und Ella Fitzgerald, aber auch die frühen Bluessängerinnen wie Bessie Smith, Ma Rainey und Mamie Smith. Während ihrer Schul- und Studienzeit hatte sie klassischen Gesangsunterricht. Aufgrund ihrer fünf Oktaven umfassenden Stimme wurde sie ermuntert, Opernsängerin zu werden. Schorr bevorzugte jedoch die Improvisation des Jazz und Blues und begann auch, Songs zu schreiben. Ihre ersten Auftritte hatte sie in der Bronx und im Lower East Manhattans, zum Beispiel im CBGB und in Arlene’s Grocery.
2015 sah Produzent Mike Vernon bei der International Blues Challenge in Memphis (Tennessee), wo er in der Kategorie „Keeping the Blues Alive“ ausgezeichnet wurde, einen Auftritt von Sari Schorr und bot ihr an, ein Album mit ihr zu produzieren. Davor war Schorr bereits bekannt für ihre Live-Auftritte, zum Beispiel im New Yorker CBGB-Club. Sie war in den Staaten und in Europa mit Joe Louis Walker und Popa Chubby auf Tour und wurde in die „New York Blues Hall of Fame“ aufgenommen.
Schorrs Debütalbum A Force of Nature erschien 2016. Mit von der Partie war ihre Band „The Engine Room“ um den britischen Gitarristen Innes Sibun. Als Gäste spielten auch Oli Brown und Walter Trout die Gitarre. Das Album enthält ein Cover von Black Betty und erhielt positive Kritiken. Black Betty erschien auch als Musikvideo.
2017 war für Sari Schorr ein Erfolgsjahr in Europa. Sie tourte, begleitet von Walter Trout, durch Großbritannien und auf dem Festland. Dabei gastierte sie auch auf Festivals wie dem Steinegg Live Festival in Italien oder den Rother Blues Tagen in Deutschland.
2018 erschien ihr zweites Album Never Say Never, das live aufgenommen wurde und positive Kritiken erhielt. Im Unterschied zum bluesorientierten Debütalbum ging das zweite Album mehr in Richtung Bluesrock. 2022 kam das Album Live in Europe auf den Markt, und 2023 das dritte Studioalbum Joyful Sky, eine Zusammenarbeit mit dem Gitarristen Robin Trower.

## Diskografie
- 2016: A Force of Nature – Sari Schorr & The Engine Room
- 2018: Never Say Never – Sari Schorr
- 2022: Live in Europe – Sari Schorr
- 2023: Joyful Sky – Sari Schorr mit Robin Trower